# Nico
Nico (občanským jménem Christa Päffgen; 16. října 1938 Kolín nad Rýnem, Německo – 18. července 1988 Ibiza, Španělsko) byla německá hudebnice, zpěvačka, herečka, modelka a hudební skladatelka. Nejprve byla fotomodelkou a krátce poté se přestěhovala do Francie. Díky modelingu se dostala do dalších evropských zemí, například do Švýcarska, Španělska a Rakouska. Ze všech míst si Nico nejvíce oblíbila ostrov Ibiza, který často navštěvovala po většinu svého pozdějšího života a kde také zemřela. Na přelomu padesátých a šedesátých let se Nico začala angažovat i ve filmech. První větší rolí pro ni byla postava Nico Otzak ve filmu Sladký život italského režiséra Federica Felliniho. V šedesátých letech hrála v několika filmech Andyho Warhola a během sedmdesátých pak v různých filmech francouzského režiséra Philippa Garrela.
Ačkoliv Nico již počátkem šedesátých let chodila na hodiny zpěvu, až do roku 1965 se mu nevěnovala. V roce 1965 natočila v Anglii za pomoci Andrewa Looga Oldhama, který byl manažerem skupiny The Rolling Stones, svůj první singl. Později, když se přestěhovala do New Yorku, ji Andy Warhol představil skupině The Velvet Underground, které dělal manažera, a Nico s nimi začala zpívat. Jejich spolupráce vyvrcholila v albu The Velvet Underground & Nico, na kterém Nico zpívá svým nezaměnitelným altem s německým přízvukem hlavní vokály ve třech z celkových jedenácti písní. Album vyšlo v březnu 1967 a ve stejném roce Nico vydala své první sólové album nazvané Chelsea Girl. V následujících letech vydala pět dalších alb; na prvních třech a znovu na posledním ji doprovázel bývalý člen The Velvet Underground, multiinstrumentalista John Cale.
Zemřela v červenci 1988 na následky zranění při nehodě na kole. Její památku v pozdějších letech uctilo mnoho hudebníků, kteří zahráli na festivalu Life Along the Borderline: A Tribute to Nico pořádaném Johnem Calem v letech 2008, 2009, 2010 a 2013 v různých městech. Mezi vystupujícími byli například Sharon Van Etten, Mark Linkous, Kim Gordon, Lisa Gerrard nebo Peaches. Jako svůj vzor ji označily například Patti Smith nebo Siouxsie Sioux.

## Životopis

### Dětství a počátky kariéry (1938–1955)
Nico se narodila jako Christa Päffgen dne 16. října 1938 v Kolíně nad Rýnem. Jejím otcem byl Wilhelm Päffgen a matka se jmenovala Grete (přesněji Margarete). Žila s matkou, otec bojoval ve válce a v roce 1942 zahynul. Její matka pocházela z osmi dětí. Když byly Christě tři roky, odjela s matkou za prarodiči žijícími poblíž Berlína. V roce 1944 začala chodit do školy, kterou v roce 1952 ukončila. Christina rodina na tom nebyla finančně moc dobře a Christa musela začít pracovat v obchodě. U této práce však vydržela pouhý jediný den – dělala všechno pro to, aby skončila. Když podávala z žebříku krabice s oblečením, několik jich upustila a byla vyhozena.
Poté začala vyčkávat u obchodu Kaufhaus des Westens (KaDeWe) s tím, že si jí někdo všimne a ona se stane slavnou. V obchodě měl salón i módní návrhář Heinz Oestergaard. Jeden ze zaměstnanců si Christy před obchodem všiml a ona začala s Oestergaardem spolupracovat. Zde se seznámila s fotografem Herbertem Tobiasem. Její fotografie byly použity v několika časopisech.

### Odchod zNěmecka (1955–1965)
Tobias doporučil, aby si zkrátila jméno. Místo Christa Päffgen tedy začala používat jméno Nico, podle režiséra Nica Papatakise. Ve svých sedmnácti letech odjela do Paříže, kde jí Tobias zajistil smlouvu s časopisem Elle a fotografem Willym Maywaldem. Po většinu času zde pracovala jako fotomodelka, ale rovněž předváděla různé voňavky a mýdla. Mimo fotografování ve studiích pracovala i mimo něj, ve Švýcarsku, Španělsku, Rakousku i na Ibize. Právě Ibizu si Nico oblíbila a až do konce svého života ji ráda navštěvovala. Na Ibizu se v té době za Nico přestěhovala i její matka.
Poté, co se objevila v několika televizních reklamách, obdržela v roce 1958 malou roli ve filmu Gardový seržant režiséra Alberta Lattuady. V následujícím roce pak další menší roli ve filmu For the First Time režiséra Rudolpha Matého. Její první významnější rolí byl film Sladký život italského režiséra Federica Felliniho.
V roce 1961 začala docházet na hodiny zpěvu. Roku 1962 se jí narodil syn Ari, jehož otcem byl režisér Alain Delon. Během různých období Ari žil u Delonových rodičů a někdy také s Nico v New Yorku. V roce 1976 jej adoptovala Delonova matka a Nico již jeho oficiální matkou nebyla. V roce 1962 byla její fotografie použita na obalu alba Moon Beams jazzového pianisty Billa Evanse. Rovněž si zahrála ve filmu Jacquesa Poitrenauda nazvaném Strip-tease. V následujícím období se několikrát objevila v televizních reklamách a občas její fotografie byly publikovány v různých časopisech. V březnu 1965 se v Londýně setkala s členy skupiny The Rolling Stones včetně jejich manažera Andrewa Looga Oldhama, který jí zajistil smlouvu na vydání singlu. Obsahoval coververzi písně „I'm Not Sayin'“ od Gordona Lightfoota a na straně B byla skladba „The Last Mile“ napsaná Jimmym Pagem.

### New York (1965–1967)
V listopadu 1965 ji Brian Jones, kytarista Rolling Stones, vzal za pop artovým umělcem Andym Warholem do jeho uměleckého ateliéru The Factory. Hned první den zde natočila svůj první screen test a následně ji Warhol obsadil do svého filmu The Closet, ve kterém byla spolu s Randym Borcheidtem zavřená ve skříni po celý sedmdesát minut trvající film. V průběhu její spolupráce s Warholem pak natočila celkem deset dalších screen testů. Přibližně ve stejné době Warhol a jeho blízký spolupracovník Paul Morrissey do Factory přivedli rockovou skupinu The Velvet Underground a protože se jim nelíbil hlas jejího zpěváka Lou Reeda, Morrisseyho napadlo, aby se k nim Nico přidala jako zpěvačka (kromě toho občas hrála na tamburínu). Reedovi se přibrání zpěvačky nezamlouvalo, ale nakonec se s tím smířil. Byl ale proti tomu, aby se stala přímo členkou skupiny; proto bylo na plakátech uváděno „The Velvet Underground & Nico“. V druhé polovině ledna 1966 byla natočena zkouška skupiny ve Factory, později promítaná jako film s názvem The Velvet Underground & Nico: A Symphony of Sound. Ve filmu se objevil i její tříletý syn Ari.
Počátkem dubna 1966 se The Velvet Underground s Nico stali součástí Warholovy nové show s názvem Exploding Plastic Inevitable (EPI). Po celý duben s EPI vystupovali v klubu The Dom a při jejich koncertu byly v pozadí promítány filmy Sleep, Kiss, Emperor, Blow Job, Vinyl a Couch. Role tanečníků se ujali Gerard Malanga, Ingrid Superstar, Mary Woronov, Ronnie Cutrone a Eric Emerson. V témže měsíci skupina rovněž nahrávala materiál pro své první album v newyorském studiu Scepter Studios. Produkce se oficiálně ujal Warhol, ale moc času ve studiu nestrávil; roli producenta tedy za něj neoficiálně převzal Norman Dolph. Později odehráli další koncerty a opět začali nahrávat. Tentokrát v losnageleském studiu TTG Studios, přičemž produkce se tentokrát ujal Tom Wilson. V červenci 1966 vyšel první singl The Velvet Underground; obsahoval skladby „All Tomorrow's Parties“ a „I'll Be Your Mirror“. Počátkem listopadu opět začali nahrávat, tentokrát v Mayfair Studios a producentem jim byl opět Wilson. Právě zde nahráli poslední skladbu na své dlouho očekávané první album; skladba dostala název „Sunday Morning“ a původně ji měla nazpívat také Nico, na konečnou verzi však nakonec přispěla jen doprovodnými vokály. V prosinci 1966 skupina vydala svůj druhý singl: na straně A byla skladba „Sunday Morning“ a na straně B „Femme Fatale“. V březnu 1967 vyšlo debutové album skupiny, pojmenované The Velvet Underground & Nico. Nico zpívala hlavní vokály v písních „Femme Fatale“, „All Tomorrow's Parties“ a „I'll Be Your Mirror“. Ještě přibližně v červnu 1967 ze skupiny Nico odešla a skupina se rozešla i s Warholem. Ve Warholově Factory se Nico stala novou „superstar“ a nahradila tak Edie Sedgwick.
Hrála v celkem osmi Warholových nebo Morriseyho experimentálních filmech. V roce 1966 to byl přibližně třiapůlhodinový film Chelsea Girls, kde si mimo ni zahrál také Ari. Film trval sedm hodin, ale jelikož byl promítán na dvě plátna, jeho délka se zkrátila na polovinu. V roce 1967 hrála ve filmu **** (nebo také Four Stars). Celý film trval pětadvacet hodin a byl rozdělen do několika částí. Jednou z jeho částí byl například i Imitation of Christ, který byl promítán i samostatně. Ve stejném roce recitovala mimo záběr báseň ve filmu Sunset.

### Sólová kariéra (1967–1970)

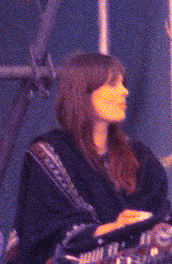
Nico v roce 1974

Ještě když Nico zpívala s Velvet Underground, začala si hledat práci jako sólová zpěvačka. Protože neměla nikoho, kdo by ji doprovázel na kytaru a sama na nic hrát neuměla, začala se doprovázet magnetofonem, kde byla nahrána Reedova kytara. Později se k ní přidali i další hudebníci, například Reed, John Cale, Sterling Morrison, Jackson Browne nebo Tim Buckley. Členové Velvet Underground (v tomto případě tedy Reed, Morrison a Cale) se o koncerty s Nico střídali; ani jeden totiž neměl o hraní s ní příliš zájem. S jejich výraznou pomocí Nico zahájila nahrávání svého prvního alba Chelsea Girl; na albu hrál ještě Jackson Browne a produkce se opět ujal Wilson. Album nakonec vyšlo v říjnu roku 1967 stejně jako album skupiny, i toto vydala společnost Verve Records. Léto roku 1967 označované za „léto lásky“ Nico strávila s Jimem Morrisonem, zpěvákem skupiny The Doors. Protože si nevěděla rady, jak skládat písně, zeptala se jeho a od té doby si většinu písní na svá alba psala sama. Morrison jí poradil, aby ve svých textech promítala své sny.
Počátkem září 1968 Nico začala v Los Angeles nahrávat své druhé sólové album. Na rozdíl od prvního alba, kde Nico nenapsala nic, je na nové desce autorkou všech skladeb výhradně ona. O produkci se staral Frazier Mohawk a skladby aranžoval John Cale. Ten rovněž hrál na všechny nástroje, které jsou na albu slyšet, kromě harmonia, na které Nico hrála sama. Celkem na albu vyšlo osm písní a jednou z nich je „Ari's Song“, kterou Nico věnovala svému synovi. Album nakonec vyšlo v květnu 1969 na značce Elektra Records.
Když Cale produkoval album skupiny The Stooges, Nico za ním přišla a byla spolu s ním v producentské kabině. Zde se poprvé setkala s Iggym Popem, který ve skupině zpíval, se kterým později strávila několik týdnů na farmě v Michiganu. Na album The Stooges Pop pro Nico napsal píseň „We Will Fall“. Celá skladba trvá něco přes deset minut a Cale v ní hraje na violu. Její matka zemřela v únoru 1970. Od sedmdesátých let byla Nico závislá na heroinu. V následujících letech jí dělal manažera Alan Wise, který se postaral o to, aby postupně přešla od heroinu na metadon. Metadon se jí však nezamlouval a stále brala heroin a kvůli jeho shánění několikrát pozdě dorazila na koncert. V sedmdesátých letech žila s Garrelem a v pozdní části vztahu k němu přibrala ještě Ulbricha.
Od května do července 1970 Nico nahrávala své třetí album nazvané Desertshore. Dělo se tak v newyorském studiu Vanguard Studios a o produkci se staral Joe Boyd spolu s Calem. Cale je opět jediným hudebníkem, který na albu hrál a sám tedy obstaral všechny nástroje mimo harmonia. Je rovněž aranžérem všech skladeb a ve skladbě „My Only Child“ zpívá doprovodné vokály. Doprovodné vokály zde zpívá rovněž Adam Miller a v písni „Le Petit Chevalier“ zpíval syn Nico Ari. První z osmi písní je „Janitor of Lunacy“, kterou Nico napsala pro Briana Jonese, který v červenci 1969 zemřel. Na druhém místě je „The Falconer“, kterou Nico napsala poté, co byl Andy Warhol v červnu 1968 postřelen. Nico původně plánovala, že tuto píseň nikde nevydá. Tento názor však později změnila a vydala ji na svém třetím albu a v roce 1972 byla spolu s několika dalšími použita ve filmu La Cicatrice intérieure. Album vyšlo v prosinci 1970 u vydavatelství Reprise Records. Ještě před vydáním alba Nico odehrála krátké turné po Evropě se zastávkami v Amsterdamu, Paříži, Londýně a několika dalších městech.

### Spolupráce sGarrelem a album The End… (1971–1974)

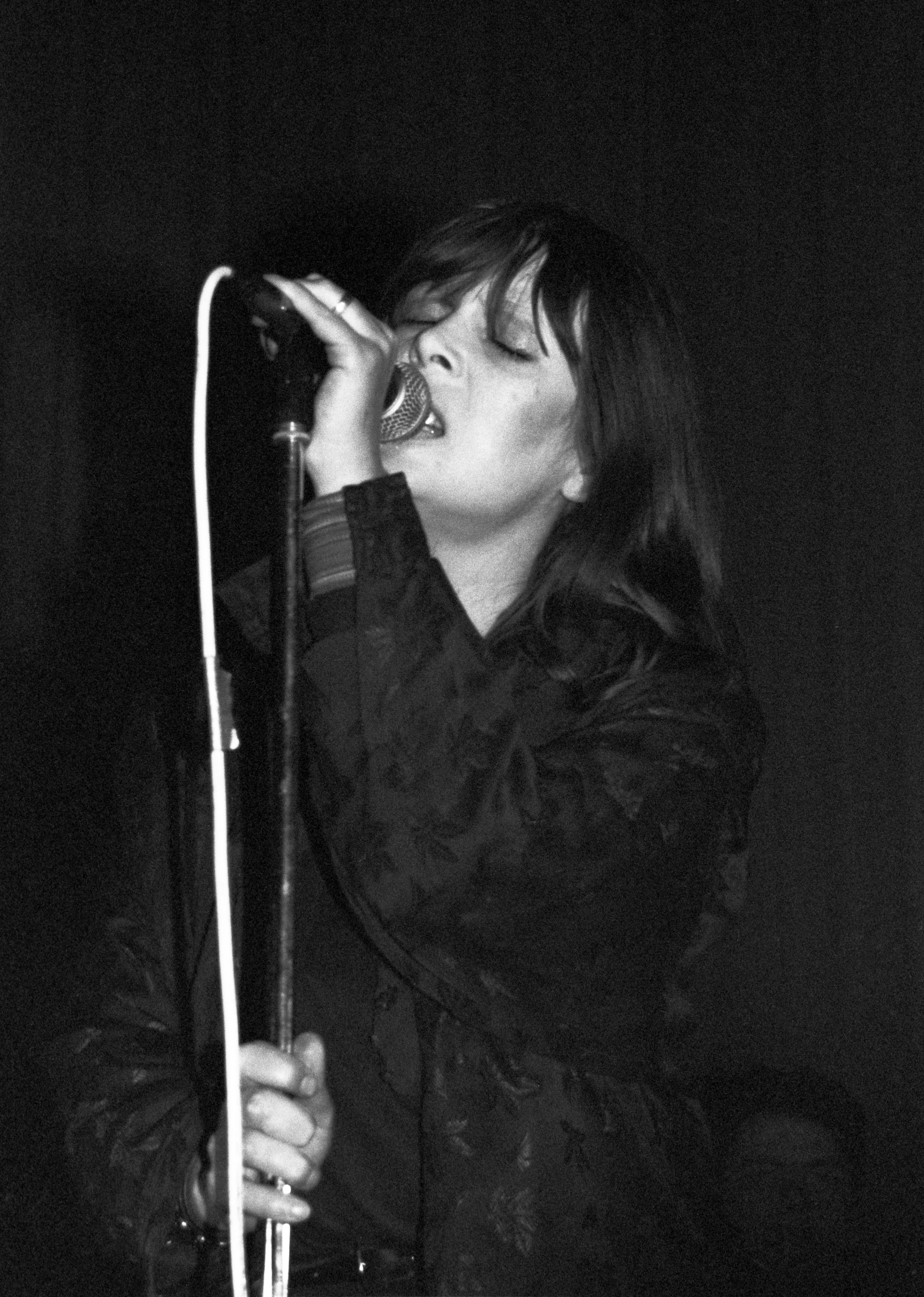
Nico v roce 1985

V polovině ledna 1971 odehrál Cale svůj vůbec první sólový koncert v sále Roundhouse v Londýně. Dalším umělcem, který na koncertu hrál, byla Nico; i tu Cale při jejím setu také doprovodil. Koncem ledna 1972 pak Nico společně s Lou Reedem a Johnem Calem odehrála koncert v sále Le Bataclan v Paříži. V roce 2004 vyšel záznam z tohoto koncertu na albu Le Bataclan '72. V roce 1972 byl rovněž představen první film, na kterém spolupracovala s francouzským režisérem Philippem Garrelem nazvaný La Cicatrice intérieure. Děj filmu se odehrává na různých místech po celém světě: v Novém Mexiku, v Itálii a Egyptě. Ve stejném roce Nico spolu s Garrelem stihla natočit ještě němý dvacetiminutový film Athanor.
Během roku 1973 Nico v londýnském studiu Sound Techniques nahrála své další album. Krom Calea, který album produkoval a hrál zde na více než deset nástrojů, se na něm podílel i hráč na syntezátory Brian Eno a kytarista Phil Manzanera, oba ze skupiny Roxy Music. Ty ještě doplnily dvě dcery zvukového inženýra Johna Wooda, které zpívaly doprovodné vokály. Album vyšlo v roce 1974 u vydavatelství Island Records, což Nico umožnil Cale, který s vydavatelstvím měl také smlouvu. Album dostalo název The End… podle písně „The End“, která je na albu sedmá v pořadí, jejíž původní verzi nahrála skupina The Doors v roce 1966. Sama Nico napsala šest skladeb z celkových osmi; poslední skladbou na albu je interpretace německé hymny, kterou složili Hoffmann von Fallersleben a Joseph Haydn. Svou verzi písně „The End“ věnovala Jimu Morrisonovi, který roku 1971 zemřel a skladba „We've Got the Gold“ byla napsána na počest teroristy Andrease Baadera. První červnový den roku 1974 spolu Cale a Nico doplněni ještě o Briana Eno a Kevina Ayerse odehráli společný koncert v londýnském Rainbow Theatre. Záznam z koncertu později 28. června 1974 vyšel pod názvem June 1, 1974. Nico zde byla zastoupena pouze jednou skladbou („The End“), i když při koncertě hrála i „Janitor of Lunacy“ a „Deutschland Über Alles“. Ve stejném roce zpívala v písni „Irreversible Neural Damage“ na Ayersově albu The Confessions of Dr. Dream and Other Stories. Poté se kvůli neshodám při nahrávání rozhodla, že už nikdy na žádném albu jiného interpreta zpívat nebude.
V roce 1974 mimo hudebních aktivit hrála i v dalším Garrelově filmu Les Hautes solitudes. V prosinci 1974 odehrála koncert v remešské katedrále; hlavní hvězdou tam ale byla německá skupina Tangerine Dream, která hrála dva sety a Nico se musela vejít mezi ně. Přibližně ve stejné době začala známost s kytaristou Lutzem Ulbrichem ze skupiny Agitation Free, se kterým se poprvé setkala již v roce 1972 po uvedení filmu La Cicatrice intérieure. Roku 1975 hrála v dalším Garrelově filmu Un ange passe a o rok později následoval Le Berceau de cristal. Další a poslední filmy, které vzešly ze spolupráce Nico s Garrelem, nesly názvy Voyage au jardin des morts (1978) a Le Bleu des origines (1979).

### Posledních deset let (1978–1988)

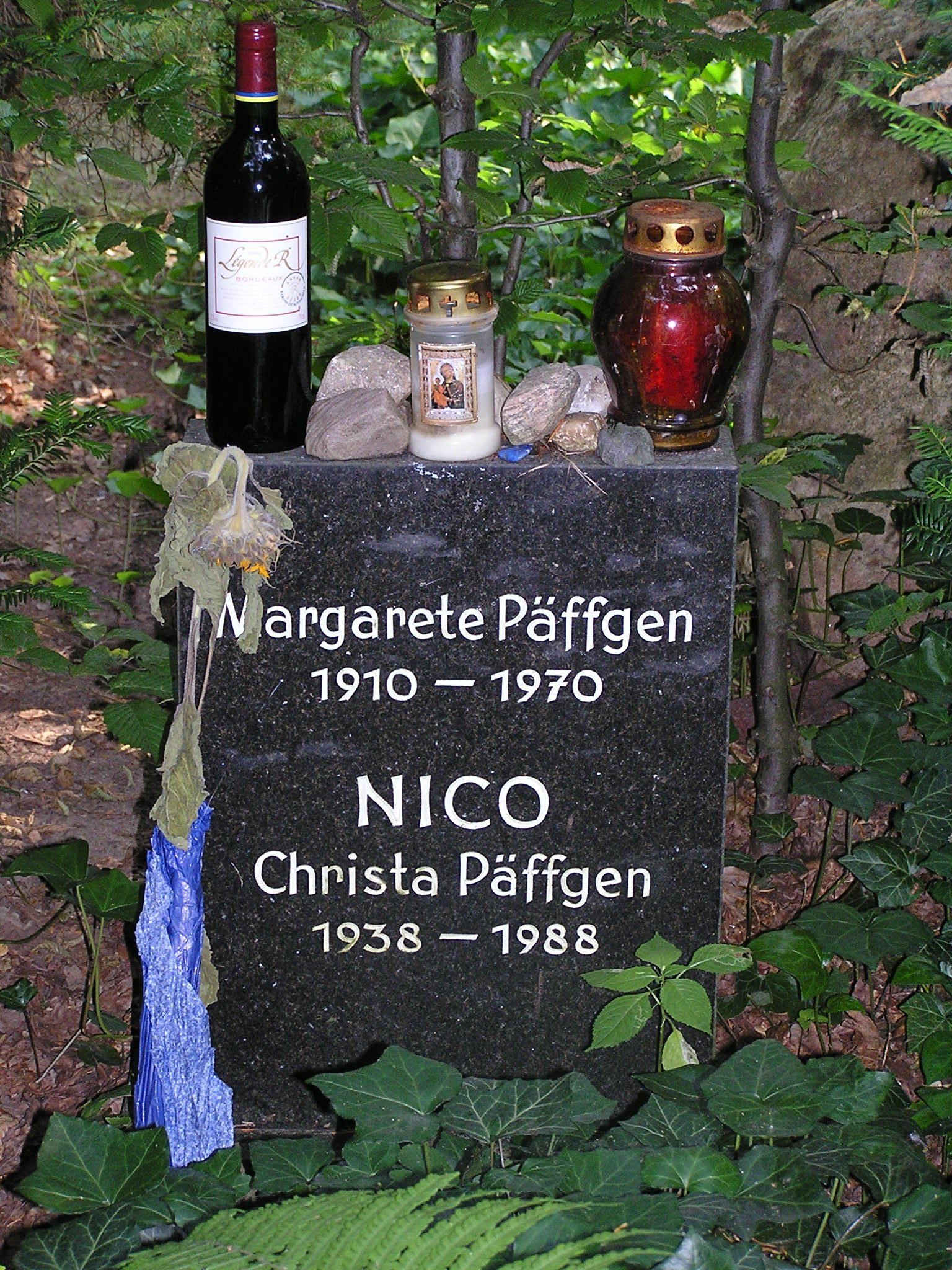
Hrob Nico v Berlíně

V roce 1978 měla odehrát turné po Spojeném království jako předskokan různých punkových skupin, jako například The Killjoys, The Adverts nebo Siouxsie and the Banshees. Několik koncertů skutečně proběhlo, ale nakonec kvůli špatnému chování návštěvníků, kteří přišli na punkové kapely, ostatní zrušila. Ve stejném roce se seznámila s fotografem Antoinem Giacomonim a baskytaristou Philippem Quilichinim. Prvním jmenovaný vytvořil několik jejích fotografií před zrcadlem a druhý se s ní rozhodl natočit album. Album Drama of Exile je jediným jejím albem, na kterém se nijak nepodílel John Cale. V té době však Nico nemohla sehnat smlouvu s žádným vydavatelstvím, protože zaprvé brala drogy a zadruhé její předchozí alba neměla žádný úspěch. První příležitost jí dala společnost Aura Records, ale jí se smlouva nelíbila a nepodepsala ji. Nakonec však album u této společnosti opravdu vyšlo a to pouze v Nizozemsku. Nico svá práva této společnosti prodala bez souhlasu ostatních. Kvůli tomu, že práva na album měla Aura, nikdo jiný nemohl toto album vydat. Quilichini se tedy rozhodl, že jej Nico bude muset natočit znovu a vyšlo v roce 1981 u vydavatelství Invisible Records.
V roce 1979 se Nico spolu s Ulbrichem, kterého znovu potkala v Berlíně, přesunula zpět do New Yorku. Zde se setkala s Caleovou manažerkou Jane Friedman a ta jí zajistila koncert v klubu CBGB. Dne 19. února 1979 Nico, Ulbrich a Cale odehráli dva koncerty v CBGB. Během osmdesátých let odehrála přibližně 1 200 koncertů. Roku 1982 absolvovala krátké turné s kapelou The Blue Orchids. V následujících letech ji doprovázeli jak Blue Orchids, tak i The Bedlamites a The Faction. Jejím tehdejším manažerem byl Alan Wise, který jí v roce 1985 zprostředkoval smlouvu s vydavatelstvím Beggars Banquet Records. Ještě předtím, než začala pracovat na svém dalším albu, nahrála spolu s Peterem Murphym píseň „I'm Waiting for the Man“. Na nahrávání dalšího alba Wise sehnal, po deseti letech od jeho poslední spolupráce s Nico, opět Johna Calea, který se ujal produkce. Hudební doprovod zde nahrála skupina The Faction (klávesista James Young a perkusionista Graham Dids), ve dvou skladbách hrál na trubku Ian Carr a v jedné zpíval Cale. Vedle sedmi vlastních skladeb (jednu z nich napsala spolu s Calem, Youngem a Didsemem) album obsahuje i dvě převzaté písně: „My Funny Valentine“ od Richarda Rodgerse a Lorenze Harta a druhou „Das Lied vom einsamen Mädchen“ od Roberta Gilberta a Wernera Richarda Heymanna.
Dne 24. března 1988 vystupoval Cale v Bruselu a Nico se k němu v písni „Child's Christmas in Wales“ připojila. V červnu 1988 Ulbrich pořádal v Berlíně festival nazvaný Fata Morgana. Šlo o její vůbec poslední koncert. Záznam z něj vyšel pod názvem Nico's Last Concert: Fata Morgana v roce 2000.
Dne 17. července 1988 během dovolené se synem na ostrově Ibiza prodělala menší infarkt při jízdě na kole a když z kola spadla, udeřila se do hlavy. V tu dobu okolo projížděl taxikář a ve špatném stavu se ji snažil odvézt do místní nemocnice. První tři nemocnice, kam ji zkusil odvézt, ji nepřijaly. V té poslední ji přijali a jako diagnózu zdravotní sestra určila sluneční úpal. Druhý den ráno její stav kontroloval lékař, který jí chtěl dát injekci, ale nenašel žádnou žílu. V osm hodin večer dne 18. července 1988 zde zemřela. Později bylo zjištěno, že krvácela do mozku. Pohřbena byla v Berlíně. Jedním z mála lidí, kteří přišli na její pohřeb, byl Phillipe Garrel. Krátce před smrtí zpívala v písni „Your Kisses Burn“ z alba The Stars We Are britského zpěváka Marca Almonda; album vyšlo až po její smrti.

### Nico v Československu (1985)
V tehdejší socialistické republice nebyla zahraniční rocková hudba výrazně podporována a zahraniční hudebníci zde prakticky vystupovali jenom na Bratislavské Lyře. Přesto se v říjnu 1985 podařilo neoficiálně do Československa pozvat Nico s doprovodnou skupinou The Faction, aby zde odehrála dva tajné koncerty; první 3. října v Brně a druhý o den později v Praze. Koncerty proběhly díky tomu, že její turné skončilo dřív kvůli zrušenému koncertu v Maďarsku. Hlavním pořadatelem koncertů byl Miloš Čuřík, pořadatelkou brněnského koncertu Lenka Zogatová. Brněnský koncert se konal v hospodském sále v Kníničkách na okrajové části Brna. Jako zástěrka pro oficiální orgány bylo řečeno, že zde vystoupí kapela z Jihlavy s anglicky zpívající zpěvačkou.
Druhý koncert Čuřík zajistil v Kulturním středisku na Opatově, kde mu s tím pomohl hudební publicista Vojtěch Lindaur, který zde v té době pracoval jako dramaturg. Jelikož zde se jednalo o větší kulturní dům, na rozdíl od Brna, kde hrála Nico v hospodě, muselo se zde zajistit oficiální povolení. Čuřík v té době provozoval poslechový program nazvaný Labyrint a oficiálně se tedy i zde mělo jednat o poslech hudby Velvet Underground se speciálním hostem, což bylo povoleno. Během koncertu bylo zjištěno, že jsou v sále příslušníci StB, kteří Lindaura a později i Čuříka zatkli. Vojtěch Lindaur byl okamžitě vyhozen z práce. Nico s kapelou však koncert dohrála do konce a následně z Československa odjela.
Záznam z brněnského koncertu vyšel v roce 2012 na LP desce.

## Zajímavosti
Jako své datum narození v šedesátých letech uváděla 8. srpen 1942. V různých obdobích pak o sobě tvrdila, že se narodila v roce 1938 v Polsku, 1942 v Kolíně, 1943 v Berlíně nebo 1944 v Budapešti. I svým původem občas klamala: někdy uváděla, že má německé kořeny, někdy ruské, turecké a jindy polské.
Byla vegetariánka a kvůli propíchnutému bubínku byla na jedno ucho hluchá. Kromě své rodné němčiny mluvila čtyřmi jazyky: anglicky, italsky, španělsky a francouzsky.
Často při běžném mluvení protahovala slova a někdy jí také déle trvalo, než na něco odpověděla. Cale o ní řekl: „Trvalo jí hrozně dlouho, než se vymáčkla. Zeptal jsem se jí na nějakou blbost, třeba ‚Jak se vede‘ a ona na mě koukala celý věky. Někdy sis musel na odpověď počkat i deset minut, když najednou řekla ‚Jo, fajn‘ a teď jsi najednou nevěděl, co je vlastně fajn.“

## Pocty
Již v sedmdesátých letech ji za svůj vzor označily zpěvačky Patti Smith a Siouxsie Sioux. Televizní stanice VH1 ji zařadila na sedmaosmdesáté místo v žebříčku největší žen v rock and rollu. V roce 1995 o ní německá režisérka Susanne Ofteringer natočila dokumentární film nazvaný Nico Icon. Své vzpomínky na Nico zde sdělili například Jonas Mekas, Sterling Morrison, Nikos Papatakis, Billy Name, Paul Morrissey, John Cale a řada dalších. Ve filmu The Doors z roku 1991 ji ztvárnila Christina Fulton a ve filmu Warholka (2006) pak Meredith Ostrom. V divadelní hře Nico: Sphinx aus Eis Wernera Fritscha ji hrála Soap&Skin. Nizozemský choreograf Ed Wubbe v roce 1997 připravil balet Dance Music pojednávající o Nico; hudbu k němu složil John Cale.
John Cale v roce 2008 uspořádal v londýnském sále Royal Festival Hall koncert Life Along the Borderline: A Tribute to Nico u příležitosti jejích nedožitých sedmdesátých narozenin. Na prvním ročníku vedle jiných vystoupili například James Dean Bradfield, Mark Lanegan nebo Peter Murphy. Celý koncert otevřel Cale se svou verzí skladby „Frozen Warnings“ a následovali jej ostatní hudebníci, kteří představili coververze jejích skladeb. Druhý ročník se konal v květnu 2009 v italské Ferraře, kde vystoupili mimo jiné Lisa Gerrard, Mercury Rev a Soap&Skin a opět byl otevřen „Frozen Warnings“ v Caleově podání. V březnu 2010 se koncert opakoval v polské Vratislavi a v dubnu pak v Římě. Po necelých třech letech se konal poprvé mimo Evropu – v New Yorku, kde vystoupili mimo účastníky dřívějších ročníků i noví hudebníci, vedle jiných to byly Kim Gordon, Meshell Ndegeocello a Sharon Van Etten.

## Diskografie
Studiová alba:
- The Velvet Underground & Nico (1967) – s The Velvet Underground
- Chelsea Girl (1967)
- The Marble Index (1969)
- Desertshore (1970)
- The End… (1974)
- Drama of Exile (1981)
- Camera Obscura (1985)

## Filmografie
| Rok  | Název filmu                                          | Postava                       | Režisér                      | Poznámky  |
| ---- | ---------------------------------------------------- | ----------------------------- | ---------------------------- | --------- |
| 1958 | Gardový seržant                                      | dívka na festivalu            | Alberto Lattuada             | neuvedena |
| 1959 | For the First Time                                   | vedoucí obdivovatelů na Capri | Rudolph Maté                 | neuvedena |
| 1960 | Sladký život                                         | Nico Otzak                    | Federico Fellini             |           |
| 1961 | Muž jménem La Rocca                                  | Villanova                     | Jean Becker                  |           |
| 1963 | Strip-tease                                          | Krista Nico                   | Jacques Poitrenaud           |           |
| 1965 | Písečný ptáček                                       | tanečnice                     | Vincente Minnelli            | neuvedena |
| 1966 | Chelsea Girls                                        |                               | Andy Warhol a Paul Morrissey |           |
| 1966 | The Velvet Underground and Nico: A Symphony of Sound | sama sebe                     | Andy Warhol                  |           |
| 1966 | Sunset                                               |                               | Andy Warhol                  |           |
| 1966 | Ari and Mario                                        |                               | Andy Warhol                  |           |
| 1966 | The Closet                                           |                               | Andy Warhol                  |           |
| 1967 | Imitation of Christ                                  |                               | Andy Warhol                  |           |
| 1967 | ****                                                 |                               | Andy Warhol                  |           |
| 1967 | I, a Man                                             | Nico                          | Andy Warhol                  |           |
| 1969 | Evening of Light                                     |                               | François De Menil            |           |
| 1970 | Cleopatra                                            |                               | Michel Auder                 |           |
| 1972 | La Cicatrice intérieure                              | žena                          | Philippe Garrel              |           |
| 1972 | Athanor                                              |                               | Philippe Garrel              |           |
| 1974 | Les Hautes solitudes                                 |                               | Philippe Garrel              |           |
| 1975 | Un ange passe                                        |                               | Philippe Garrel              |           |
| 1976 | Le Berceau de cristal                                |                               | Philippe Garrel              |           |
| 1978 | Voyage au jardin des morts                           | Catherine                     | Philippe Garrel              |           |
| 1979 | Le Bleu des origines                                 |                               | Philippe Garrel              |           |
| 1982 | La Vraie histoire de Gérard Lechômeur                | hrdinka                       | Joaquín Lledó                |           |